# Piotr Matczak
Piotr Matczak (ur. 22 stycznia 1964 w Koninie) – polski socjolog, profesor nauk społecznych. Specjalizuje się w socjologii środowiska i zarządzaniu ryzykiem związanym z zagrożeniami naturalnymi. Pracuje na Uniwersytecie im. Adama Mickiewicza w Poznaniu.

## Życiorys
Piotr Matczak studiował na Uniwersytecie im. Adama Mickiewicza w Poznaniu, gdzie uzyskał tytuł magistra w zakresie kulturoznawstwa (1989) oraz socjologii (1990). Uzyskał tytuł Master in Environmental Management na Wydziale Nauk o Środowisku Uniwersytetu Amsterdamskiego (1994). W 1997 roku obronił pracę doktorską, a w 2010 roku uzyskał habilitację. W 2018 roku otrzymał tytuł profesora UAM. Współzałożyciel Sekcji Rowerzystów Miejskich (obecnie Rowerowy Poznań).

## Działalność opozycyjna
W latach 1986–1989 był aktywistą Ruchu „Wolność i Pokój”. Zajmował się kolportażem ulotek i prasy podziemnej, współorganizował i uczestniczył w akcjach protestacyjnych oraz demonstracjach w obronie osób skazanych za odmowę służby wojskowej.
Protestował przeciwko budowie elektrowni jądrowej w Klempiczu i planowanemu składowisku odpadów radioaktywnych w bunkrach koło Międzyrzecza. Brał udział m.in. w proteście w Muzeum Archeologicznym w Poznaniu w kwietniu 1987, strajku studentów UAM w maju 1988, głodówkach w Warszawie i Bydgoszczy w 1988 roku oraz bojkocie zajęć w Studium Wojskowym UAM w roku akademickim 1988/1989. Kilkukrotnie był zatrzymywany i przesłuchiwany przez MO/SB.

## Kariera naukowa
Piotr Matczak pracuje na Wydziale Socjologii Uniwersytetu im. Adama Mickiewicza w Poznaniu, gdzie kieruje Zakładem Studiów nad Dynamiką Społeczną. Jego zainteresowania badawcze obejmują socjologię środowiska, zarządzanie ryzykiem powodziowym, adaptację do zmian klimatu, zarządzanie lokalne oraz instytucjonalne aspekty polityk publicznych dotyczących klęsk żywiołowych i ochrony środowiska.

## Projekty badawcze
Matczak był kierownikiem lub głównym wykonawcą licznych projektów badawczych, w tym:
- Zieleń miejska łagodzi skutki miejskiej wyspy ciepła: studium porównawcze Pekinu i Warszawy, 2024-2026, finansowany przez Narodowe Centrum Nauki[20]
- Determinanty populistycznego sprzeciwu wobec polityki klimatycznej, 2021-2025, finansowany przez Narodowe Centrum Nauki[21]
- Wpływ zmian instytucjonalnych na świadczenia ekosystemów dostarczane lokalnym społecznościom przez drzewa i krzewy (iTre-es), finansowany przez Narodowe Centrum Nauki, 2018-2021[22]
- Monitoring wizyjny jako narzędzie przeciwdziałania przestępczości, 2017-2018, finansowany przez Narodowe Centrum Nauki[23]
- LINKAGE (LINKing systems, perspectives and disciplines for Active biodiversity GovernancE), 2013-2015, finansowany ze środków EEA grants[24].
- Star Flood (STrengthening And Redesigning European FLOOD risk practices: Towards appropriate and resilient flood risk governance arrangements), 2012-2016, finansowany ze środków the EU Seventh Framework Programme (FP7)[25]
- Civil Security as a Part of the Security System in the Czech Republic and Poland, 2013-2014, finansowany ze środków Ministerstw Nauki Polski i Czech[26]
- Anvil (Analysis of Civil Security Systems in Europe), 2012-2014, finansowany ze środków the EU Seventh Framework Programme (FP7)[27]

## Działalność w organizacjach naukowych
Piotr Matczak jest członkiem: Komitetu do spraw Kryzysu Klimatycznego Polskiej Akademii Nauk (od 2024 roku), Komisji Klimatologii, Zasobów Wodnych i Ochrony Jakości Powietrza Oddziału Poznańskiego Polskiej Akademii Nauk (od 2019 roku), Poznańskiego Towarzystwa Przyjaciół Nauk (od 2025 roku), członkiem Polskiego Towarzystwa Socjologicznego (od 1995 roku), Europejskiego Towarzystwa Socjologicznego (od 2005 roku), Światowego Towarzystwa Socjologicznego (od 2010 roku), Międzynarodowego Towarzystwa Badań nad Społeczeństwem i Zasobami Naturalnymi (od 2006 roku), Europejskiego Towarzystwa Ekonomii Ekologicznej (od 2004 roku) oraz członkiem redakcji czasopisma „Society and Natural Resources” (od 2018 roku).
Piotr Matczak był sekretarzem Komitetu Badań nad Zagrożeniami związanymi z Wodą przy Prezydium Polskiej Akademii Nauk (2011-2013) oraz sekretarzem Komitetu nad Zagrożeniami przy Prezydium Polskiej Akademii Nauk (2009-2011).

## Dorobek naukowy
Piotr Matczak jest autorem lub współautorem licznych publikacji naukowych z zakresu socjologii środowiska i zarządzania ryzykiem. Jego prace dotyczą m.in. wdrażania Ramowej Dyrektywy Wodnej UE, usług ekosystemowych, społecznych aspektów zmian klimatu oraz zarządzania środowiskiem. Według Google Scholar jego publikacje były cytowane ponad 6800 razy.

## Odznaczenia
- Krzyż Kawalerski Orderu Odrodzenia Polski, „za zasługi w działalności na rzecz przemian demokratycznych w Polsce”, Postanowieniem Prezydenta Andrzeja Dudy z dnia 19 czerwca 2020 roku[37]
- Krzyż Wolności i Solidarności, nadany postanowieniem Prezydenta Bronisława Komorowskiego, z dnia 25 października 2013 roku[38].